# 米德爾敦 (加利福尼亞州)
米德爾敦（英語：Middletown）是位於美國加利福尼亞州萊克縣的一個人口普查指定地區。

## 地理
米德爾敦的座標為38°45′09″N 122°36′54″W / 38.75250°N 122.61500°W，而該地最高點為海拔高度335米（即1099英尺）。

## 人口
根據2010年美國人口普查的數據，米德爾敦的面積為4.776平方千米，當中陸地面積為4.776平方千米，而水域面積為0.000平方千米。當地共有人口1323人，而人口密度為每平方千米277人。